# Клебер Райс
Клебер Жандерсон Перейра Райс (на португалски: Cléber Janderson Pereira Reis) е германски футболист, роден на 5 декември 1990 г. в Сао Франциско до Конде, щата Баия. Играе на поста централен защитник в Хамбургер ШФ.

## Успехи
- Шампион на Кампеонато Паулища до Интериор (1):
  - 2013 (Атлетика Понте Прета)
- Най-добър защитник в Кампеонато Паулища (1):
  - 2013